# Quito Open 1981
Il Quito Open 1981 è stato un torneo di tennis giocato sulla terra rossa. È stata la 3ª edizione del Quito Open che fa del Volvo Grand Prix 1981. Si è giocato a Quito in Ecuador dal 2 all'8 novembre 1981.

## Campioni

### Singolare
Eddie Dibbs ha battuto in finale  David Carter con il punteggio di 3–6, 6–0, 7–5

### Doppio
Hans Gildemeister /  Andrés Gómez hanno battuto in finale  David Carter /  Ricardo Ycaza con il punteggio di 7–5, 6–3